# Michela Vittoria Brambilla
Michela Vittoria Brambilla (Lecco, 26 ottobre 1967) è una politica, attivista e conduttrice televisiva italiana, dal 29 aprile 2008 deputata alla Camera.
È stata sottosegretaria di Stato alla Presidenza del Consiglio dei ministri con delega al turismo e ministra per il turismo nel quarto governo Berlusconi.

## Biografia

### Studi e vita familiare
Nata a Lecco, ma vive a Calolziocorte (Lecco), figlia di Vittorio Brambilla, imprenditore nel settore della trafilatura dei metalli, consegue la maturità scientifica e s'iscrive al corso di laurea in filosofia dell'Università Cattolica del Sacro Cuore di Milano. In seguito alla vertenza da lei mossa nei confronti di Videonews (testata giornalistica del gruppo Mediaset) ottiene il praticantato d'ufficio da giornalista e accede all'esame di stato alla prova di idoneità professionale, che supera nel 1990, diventando giornalista professionista.
L'11 luglio 2012 sposa Eros Maggioni, imprenditore con cui ha fondato il Centro medico lombardo di Cernusco Lombardone (Lecco) e dal quale ha avuto tre figli: Vittorio Edoardo (2005), Stella Sofia (2014) e Leonardo Silvio (2017).

### Attività giornalistica e di modella
Nel 1986, a soli 19 anni, è finalista per l'Emilia-Romagna a Miss Italia con il titolo di "Miss Eleganza Emilia". In seguito ha lavorato occasionalmente come modella per calze Omsa. Nel 1988 parteciperà alla selezione italiana di Miss Universo. A quell'epoca i suoi capelli erano ancora castani e non rossi come appaiono oggi.
Durante l'esperienza a Miss Italia 1986 conosce Giorgio Medail, giornalista di Canale 5, che vuole assumerla nella Fininvest e riesce a convincerla. Nel 1989 inizia a collaborare con la Fininvest - Mediaset (Videonews e poi Reti Televisive Italiane) e nel 1990 entra stabilmente nell'organico della redazione centrale delle tre reti Mediaset. Tra i programmi televisivi ai quali ha partecipato, anche in qualità di autore, I misteri della notte, serie di speciali dedicati alla descrizione della vita notturna e dei locali di Hong Kong, San Francisco, Barcellona, Budapest, Milano e Città del Messico, e ArcanA. Inoltre ha lavorato per le trasmissioni Dovere di cronaca, Dentro la notizia, Off Limits, Ciack, Festivalbar, Club Estate e ha realizzato numerosi dossier e servizi speciali.
Dal 1990 è iscritta all'albo dei giornalisti, elenco professionisti, presso il Consiglio regionale dell'Ordine della Lombardia.
Nel 1991 segue la guerra del Golfo per il Tg4 dalla fregata missilistica Zeffiro.
È stata collaboratrice e inviata per vari giornali e riviste, tra le quali Cavalli&Cavalieri e Il Mio Cavallo.

### Attività imprenditoriale
Dopo la parentesi giornalistica inizia ad occuparsi di affari e imprenditoria, entrando a far parte del consiglio di amministrazione delle Trafilerie Brambilla SpA, azienda di famiglia attiva nella produzione di filo d'acciaio inossidabile, per la quale rappresenta la quarta generazione, e che stata dichiarata fallita nel settembre 2009.
A marzo 2003 comincia la sua scalata ai vertici della Confcommercio, dove nell'aprile dello stesso anno venne eletta presidente provinciale dei giovani imprenditori di Lecco, dopo tre mesi assunse il ruolo di vicepresidente regionale della Lombardia e a novembre viene eletta presidente nazionale dei giovani imprenditori di Confcommercio, rimanendo in carica fino a marzo 2008.

### Gli inizi dell'attività politica con Forza Italia
Alle elezioni politiche del 2006 si candida alla Camera dei deputati, tra le liste di Forza Italia nella circoscrizione Veneto 1 in decima posizione, risultando tuttavia la prima dei non eletti.
Il 20 novembre 2006 fonda i Circoli della Libertà, organizzazione intesa come radicamento territoriale della Forza Italia; la stessa organizzazione, della quale fin da allora Brambilla è presidente, entra successivamente in maniera ufficiale nella stessa Forza Italia: del giugno 2007 è la fondazione dell'emittente satellitare TV della Libertà, organo di informazione generale, nonché di promozione dei Circoli. La rete chiuderà due anni dopo, lasciando conti in rosso, dopo che si esaurita la sua funzione di strumento elettorale col ritorno di Silvio Berlusconi al governo.

### Sottosegretaria e Ministro per il turismo
Alle elezioni politiche del 2008 viene ricandidata alla Camera, tra le liste del Popolo delle Libertà (PdL), che univa principalmente Forza Italia e Alleanza Nazionale, nella circoscrizione Emilia-Romagna in terza posizione, risultando questa volta eletta deputata. Nella XVI legislatura della Repubblica è stata componente della 3ª Commissione Affari esteri e comunitari (2008-2009), della 13ª Commissione Agricoltura (2009-2011) e della 8ª Commissione Ambiente, Territorio e Lavori pubblici (2011-2013), venendo sostituita nelle prime due da Nunzia De Girolamo per l'incarico di governo che occupa come sottosegretaria prima e ministro poi.
Con la vittoria della coalizione di centro-destra alle politiche del 2008 e la seguente nascita del quarto governo presieduto da Berlusconi, viene nominata dal Consiglio dei Ministri come sottosegretario di Stato alla Presidenza del Consiglio dei ministri con delega al turismo, entrando in carica dal 12 maggio 2008.

Durante il suo mandato da sottosegretaria ha inaugurato la sede del Comitato Mondiale per l'Etica del Turismo a Roma, iniziativa partita dall'Organizzazione Mondiale del Turismo, presentato la campagna “E se fosse tuo figlio?” contro lo sfruttamento sessuale minorile nel mondo e un nuovo sistema di rating delle strutture alberghiere denominato Italy Stars and Rating.

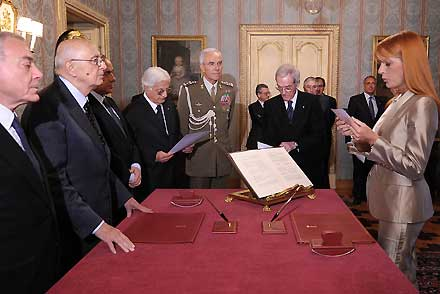
Brambilla giura come Ministro al Quirinale nelle mani del Presidente della Repubblica Giorgio Napolitano l'8 maggio 2009.

L'8 maggio 2009 viene nominata dal Consiglio dei ministri ministra per il turismo, con delega tra l'altro all'evento Expo 2015, giurando nello stesso giorno nelle mani del Presidente della Repubblica Giorgio Napolitano.
Il 9 giugno 2009 presenta, assieme a Berlusconi durante la maratona elettorale su Rete4 per le elezioni europee e in diretta al Tg4, il logo Magic Italy per rilanciare il turismo estero in Italia. Brambilla ha dichiarato di aver lavorato "per ore ad Arcore insieme al Presidente del Consiglio". Tuttavia il logo è stato criticato, soprattutto dagli esperti del settore, come possibile nuovo flop dopo quello del portale Italia.it. Nello stesso mese ha avviato il progetto Italia & Turismo, per la concessione di credito agevolato alle imprese turistiche.
A luglio 2009 avvia il progetto "Turisti a 4 zampe" per contrastare l'abbandono degli animali domestici durante il periodo estivo.
Come ministra del turismo, Brambilla ha anche:
- presentato la trasmissione televisiva su Rai1 Magica Italia – Turismo e Turisti, da 30 puntate settimanali, inclusa nel piano di comunicazione per il rilancio dell'immagine dell'Italia (novembre 2009).[29] In tale occasione è stata criticata dalla blogosfera per le deboli prestazioni del portale Italia.it, riguardo al quale Brambilla aveva dichiarato "sapete bene come Italia.it abbia un numero di clic molto alti"[30]
- Brambilla rappresenta l'Italia alla Presidenza del Consiglio Esecutivo dell'Organizzazione Mondiale del Turismo, a partire dal 26 ottobre 2010[31]
- Il 23 giugno 2010 costituisce presso il Dipartimento per il turismo il “Comitato per la creazione di un'Italia animal friendly”.[32]
- Il 23 maggio 2011 viene approvato in via definitiva il Codice del Turismo D.Lgs. n.79,[33] Codice della normativa statale in tema di ordinamento e mercato del turismo, a norma dell'articolo 14 della legge 28 novembre 2005, n. 246, nonché attuazione della direttiva 2008/122/CE, relativa ai contratti di multiproprietà, contratti relativi ai prodotti per le vacanze di lungo termine, contratti di rivendita e di scambio GU n. 129 del 6 giugno 2011 - S.O

Brambilla è stata criticata per la sua campagna all'estero Magic Italy in Tour e le spese viaggi a carico del ministero: 157.000 € entro il 2010, a fronte del budget previsto di 27.000 €. Secondo Il Fatto Quotidiano, tali rimborsi includerebbero dei voli in elicottero non adeguatamente giustificati da "comprovate ed inderogabili" esigenze di "esercizio delle funzioni istituzionali" come definito dalla direttiva del 25 luglio 2008 sui voli di stato.
Brambilla è anche stata criticata per aver beneficiato attraverso contratti con strutture ministeriali, o comunque pubbliche, persone a lei legate da attività comuni di promozione del PdL, e per la sua parte nella nomina del consiglio di amministrazione dell'ACI. In seguito a queste critiche, Brambilla ha querelato le testate che hanno pubblicato gli articoli in questione, querelando in relazione ad un articolo sulle querele precedenti.
Il 24 febbraio 2010 lancia i Promotori della Libertà, un'organizzazione composta da iscritti del PdL, che fa direttamente riferimento a Berlusconi e di cui diviene coordinatrice. I Promotori della Libertà si propongono di sostenere l'azione del governo comunicandone i risultati ottenuti.

### Elezioni del 2013, 2018 e 2022
Alle elezioni politiche del 2013 si ricandida alla Camera, come capolista del PdL nella circoscrizione Emilia-Romagna, venendo rieletta a Montecitorio.
Il 24 maggio 2013 viene nominata da Berlusconi sua consigliera per i temi etici, sociali e solidali, per i quali coordinerà anche la comunicazione e le relazioni esterne.
Il 16 novembre 2013, con la sospensione delle attività del PdL, aderisce alla rinascita di Forza Italia, diventando il successivo 24 marzo 2014 membro del Comitato di Presidenza di Forza Italia.
Alle elezioni politiche del 2018 viene candidata alla Camera nel collegio uninominale Lombardia 1 - 01 (Abbiategrasso), sostenuta dalla coalizione di centro-destra in quota forzista, venendo eletta per la terza volta deputata con il 47,34% dei voti e superando i candidati del Movimento 5 Stelle Francesco Ippolito (24,66%) e del centro-sinistra, in quota Partito Democratico, Francesco Prina (22,72%). Nella XVIII legislatura della Repubblica è stata componente della 12ª Commissione Affari sociali e si contraddistinta per il suo assenteismo che, secondo Openparlamento, è al 99,2% di assenze, partecipando ad appena 95 votazioni su 11.662.
Alle elezioni politiche anticipate del 2022 viene ricandidata alla Camera nel collegio uninominale Sicilia 1 - 04 (Gela), sostenuta dalla coalizione di centro-destra, venendo rieletta deputata col 35,09% e superando i candidati del Movimento 5 Stelle Dedalo Pignatone (28,55%) e del centro-sinistra Martina Riggi (15,49%). Nella XIX legislatura è presidente della Commissione parlamentare per l'infanzia e l'adolescenza (carica già ricoperta nella XVII legislatura) e componente della 12ª Commissione Affari sociali.
Pur sostenendo il governo Meloni, invece di aderire al gruppo parlamentare di Forza Italia aderisce al gruppo misto, aderendo poi il 2 marzo 2023 al gruppo Noi Moderati (Noi con l'Italia, Coraggio Italia, Unione di Centro e Italia al Centro)-MAIE-Centro Popolare da indipendente. A novembre 2024 aderisce al partito Noi Moderati.

### Attività animalista
Brambilla è fondatrice e presidente della Lega Italiana Difesa Animali e Ambiente (LeIDAA), e negli anni in cui è stata presidente nazionale dei giovani imprenditori di Confcommercio, ha dato vita alla campagna contro l'abbandono "Finalmente entro anch'io", riunendo tutti i pubblici esercizi e le strutture ricettive italiane aderenti a Confcommercio.
Il 23 maggio 2010 presenta il movimento La coscienza degli animali, da lei fondato insieme a Umberto Veronesi. Il movimento condanna il maltrattamento degli animali, chiede l'abolizione della sperimentazione animale, della caccia, dei circhi con animali, degli zoo, dell'uccisione di animali da pelliccia, della macellazione rituale e dell'allevamento intensivo.
Seguono un secondo appuntamento, il 9 novembre 2010 a Roma, in cui viene presentato il disegno di legge del ministro Brambilla per l'abolizione della caccia nei fondi privati, per la tutela di tutte le specie animali e la sicurezza dei cittadini, ed un terzo appuntamento in cui si censurano duramente gli allevamenti intensivi, con la presentazione di un video denuncia, e si promuove un'alimentazione vegetariana. In quest'ultimo, il 2 luglio del 2011, il ministro afferma: «Sono vegetariana; non posso né voglio imporre a nessuno la mia scelta etica. Chi mangia carne deve però essere consapevole, deve sapere in quali terribili condizioni sono allevati, trasportati ed uccisi gli animali di cui si nutre. E deve conoscere quali livelli di sofferenza ed atrocità si nascondano dentro il cibo che quotidianamente consuma».
Il 25 novembre si tiene a Milano la quarta giornata nazionale de La coscienza degli animali. Michela Vittoria Brambilla presenta un video denuncia e un disegno di legge, subito depositato, che vieta la cattura, l'allevamento e l'uccisione di animali allo scopo di produrre pellicce.
Il 15 ottobre 2011 è stata insignita del premio San Francesco 2011, un evento organizzato dalla Lega Nazionale per la difesa del Cane, dal Centro di Medicina comportamentale Martin Buber, dall'Esercito italiano e dall'Ada (Associazione difesa animali) giunto alla sua decima edizione.
Nel novembre 2011 ha effettuato un blitz all'interno dell'allevamento di cani beagle destinati alla sperimentazione animale Green Hill, di Montichiari, che era stato oggetto di un suo esposto alla Procura e ai Nas per le condizioni degli animali, con richiesta di provvedimenti cautelari e di sequestro degli animali, realizzando immagini denuncia della struttura che sono state trasmesse dalle reti televisive nazionali.
Il 31 luglio 2013 viene approvata dal Parlamento in via definitiva la norma scritta da Michela Vittoria Brambilla (testo Brambilla), che vieta l'allevamento di cani, gatti e primati per la sperimentazione in tutto il territorio nazionale e quindi chiude per sempre l'allevamento di Green Hill.
Il 20 luglio 2012 Brambilla ha siglato un'intesa con Trenitalia che permette a tutti i cani, di tutte le taglie, di salire su tutti i treni e viaggiare anche in prima classe.

#### Gestione del canile di Lecco
A fine 2002 la LNDC-Lecco rinuncia alla gestione del canile, e il Comune delibera con urgenza di affidare la gestione del canile, direttamente e senza gara d'appalto, alla LEIDAA della stessa Brambilla, per 9 anni rinnovabili ed un importo di 542000 € totali.
Nel 2007 la Asl afferma la “conformità della struttura e soddisfacenti condizioni igienico-sanitarie” e il sindaco di Lecco Antonella Faggi si dichiara d'accordo.
Nel maggio 2010, la Asl in una lettera al comune di Lecco indica che in base alla nuova normativa del 2008 il canile non possiede più i requisiti previsti. A dover rimettere la struttura in regola dovrà essere lo stesso comune di Lecco, con un nuovo, ingente, stanziamento di fondi pubblici.
Nell'ottobre 2012 termina il contratto con Leidaa. La Brambilla lascia il canile e non partecipa alla nuova gara di appalto che va deserta. Il comune di Lecco decide quindi di affidare direttamente la struttura alla cooperativa Due mani che la gestirà fino al giugno 2014.
L'8 luglio 2015 il tribunale di Lecco sentenzia che il canile di Lecco non era un lager, che anzi era sempre stato ben gestito e gli animali ben curati, e dà ragione a Michela Vittoria Brambilla, riconoscendo Susanna Chiesa di Freccia 45, che aveva creato il caso, colpevole del reato di diffamazione e condannandola a pagare all'on. Brambilla una provvisionale, i danni e le spese legali, oltre ad una multa.

#### Programma televisivo
Dal 2017 conduce, su Rete 4, il programma televisivo Dalla parte degli animali, che - come ricorda l'ex ministra -  "non è una trasmissione che parla di animali, ma la prima trasmissione davvero animalista, che usa la televisione come strumento per promuovere le adozioni e contribuire a sconfiggere la piaga degli abbandoni e del randagismo".

### Movimento Animalista
Il 20 maggio 2017 lancia il Movimento Animalista, formazione politica vicina a Forza Italia, dove il socio fondatore è anche Silvio Berlusconi. Sono diverse le personalità pubbliche che condivideranno questa esperienza politica come Fiona Swarovski, Rita dalla Chiesa, Marina Ripa di Meana, Andrea Roncato e Carla Rocchi, presidente nazionale dell'Enpa onlus, già parlamentare dei Verdi e sottosegretaria. Il 10 agosto 2017 aderisce al partito animalista anche Rinaldo Sidoli, Responsabile nazionale Verdi del settore Tutela e salute degli animali. Lo seguiranno altre personalità di sinistra con esperienze passate nell'Italia dei Valori, Verdi, Partito Democratico, Rifondazione Comunista e Partito Comunista.
Il 20 gennaio 2018, dal palco di Milano, Berlusconi promette dei candidati animalisti nelle liste di Forza Italia alle elezioni politiche, ma viene candidata solo la Brambilla, che ottiene il collegio uninominale di Abbiategrasso. Il 31 gennaio 2018 la sua candidatura è a rischio a causa di problemi nei documenti presentati dalla lista «Noi con l'Italia», ma verrà riammessa il 1º febbraio 2018 dall'ufficio centrale circoscrizionale della corte di appello di Milano. Il Movimento Animalista resta fuori dalle elezioni politiche, si presenta solo alle regionali in Lombardia e Lazio, con candidati in Forza Italia, ma non riesce a eleggere nessun consigliere regionale. Partecipa successivamente alle regionali del Molise e alle comunali in diverse città, ma con esiti negativi. A Torre del Greco, dove schiera il simbolo, la lista prende solo 120 voti. Dopo il 4 marzo dirigenti nazionali e regionali hanno lasciato il Movimento, delusi dal progetto.

## Vicende giudiziarie
A luglio 2019 patteggia una condanna a un anno e 4 mesi, assieme al padre Vittorio (un anno e 6 mesi), al cugino Alessandro Valsecchi e cognato Nicola Vaccani (due anni a testa), per il fallimento delle Trafilerie del Lario di Calolziocorte (Lecco), con sospensione della pena.

## Televisione
- Dalla parte degli animali (Rete 4, dal 2017)

## Opere
- Manifesto animalista. Difendiamo i loro diritti, Mondadori, Milano, 2012. ISBN 978-88-04-62679-4
- Dalla parte degli animali, Mondadori, Milano. 2017. ISBN 978-88-04-68397-1